# Manuele Boaro
Manuele Boaro, né le 12 mars 1987 à Bassano del Grappa dans la province de Vicence, en Vénétie, est un coureur cycliste professionnel italien. Sur son compte Twitter, il révèle en avril 2015 avoir fait une demande pour acquérir la nationalité australienne, et présente depuis la double nationalité sur le réseau social.

## Biographie

### Carrière amateur
Manuele Boaro se spécialise très tôt dans le domaine du contre-la-montre. Il devient ainsi en 2005 champion national juniors de la discipline. Il intègre en 2006 l'équipe Zalf Désirée Fior, réputée pour être l'une des meilleures équipes pour former de futurs coureurs professionnels. Lors de sa première année, il remporte dès avril le Gran Premio della Liberazione devant son compatriote Mauro Finetto. Il lèvera les bras à deux autres reprises durant la saison, sur le GP Tell et le Tour de Toscane espoirs en plus de la première place obtenue lors du contre-la-montre par équipes du Tour de Vénétie espoirs.
En 2008, il est performant même sur des courses ouvertes aux professionnels comme le Tour de San Luis, où il termine parmi les dix premiers des deux épreuves chronométrées de la course par étapes argentine. Cependant, après avoir ouvert son compteur à l'occasion du Trofeo Zssdi, il échoue à la seconde place du championnat national du contre-la-montre espoirs pour la seconde fois de suite. Il est, comme l'année précédente, battu de peu par Adriano Malori. De là naît une rivalité avec le coureur de Bottoli Nordelettrica Ramonda. Ce-dernier s'avère cependant inabordable pour Boaro en 2009. Lors des jeux méditerranéens déroulés à Pescara, Malori remporte le chrono avec presque deux minutes d'avance sur Boaro. En fin d'année, Lampre-NGC offre un contrat de stagiaire pour Malori, et Boaro profite de son absence pour remporter le Memorial Davide Fardelli en début septembre.
Il connaît une année moins brillante sur les contre-la-montre en 2010. Il gagne le Trophée de la ville de Brescia après avoir terminé deuxième de la Coppa della Pace mais ne se distingue sur aucun chrono. Ce qui ne l'empêche cependant pas d'être engagé à partir du 1er août en tant que stagiaire dans l'équipe continentale professionnelle CarmioOro-NGC.
Il est l'une des 13 recrues faites par Saxo Bank-Sungard pour la saison 2011,. Il signe alors un contrat professionnel d'une année avec l'équipe danoise dirigée par Bjarne Riis et dont le leader est le multiple vainqueur du Tour de France, Alberto Contador.

### Carrière professionnelle

#### 2011: arrivée chez Saxo Bank-Sungard

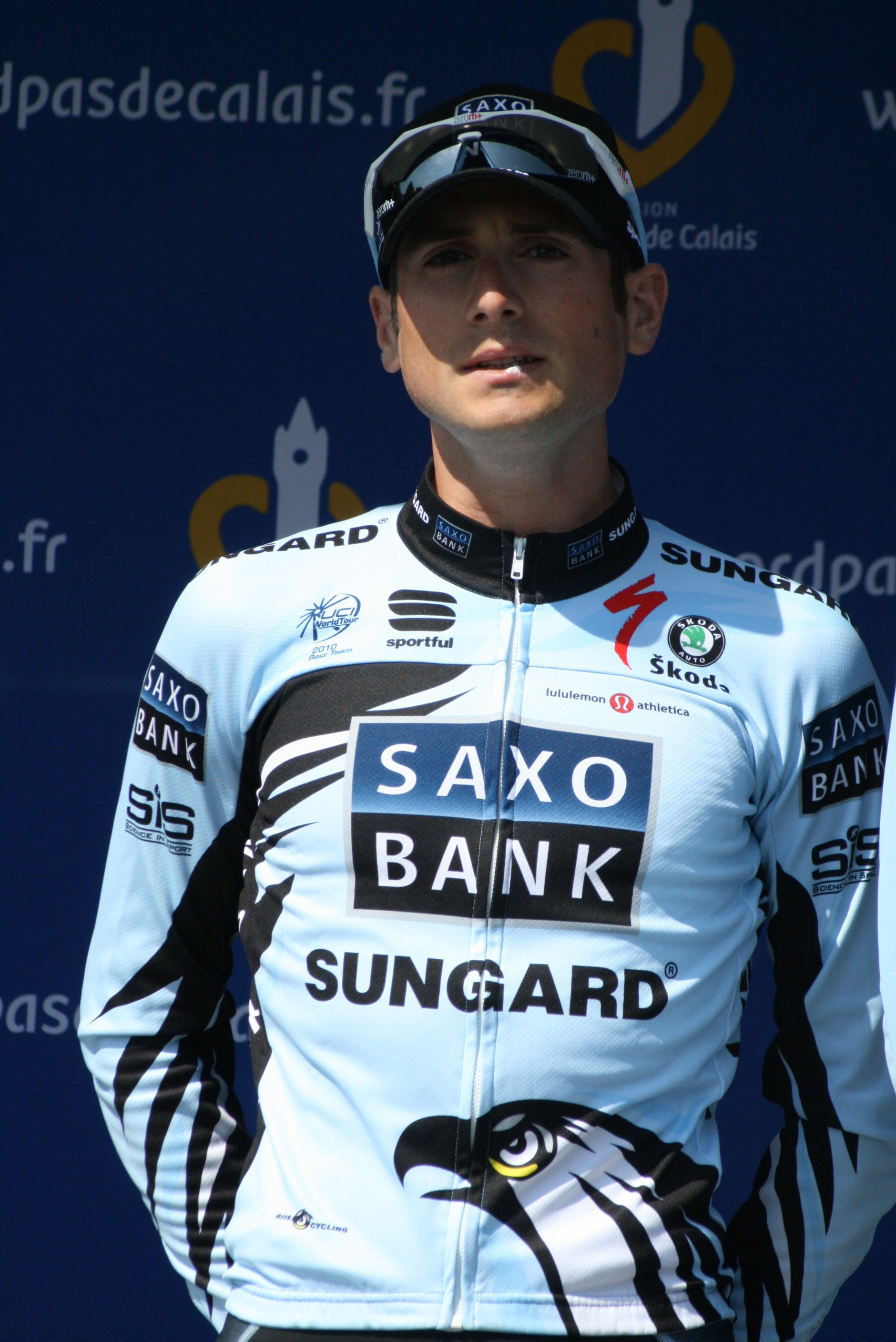
Manuele Boaro lors de la présentation des Quatre Jours de Dunkerque 2011.

Sa première course en tant que coureur professionnel a lieu sur le Tour du Haut-Var, qu'il achève à une anecdotique quatre-vingt-septième position. Mais dès sa deuxième course, le Tour de Murcie, il se démarque en terminant sixième du contre-la-montre que son coéquipier Alberto Contador remporte. Lors du Tour de Suisse, il obtient une dixième place lors de la septième étape montagneuse reliant Vaduz à Serfaus.
Mais sa plus belle référence intervient au mois de juin, à l'occasion du championnat d'Italie du contre-la-montre élites à Catane. Il termine en deuxième position, battu par son vieux rival Adriano Malori, pour seulement sept secondes. Ses bons résultats lui permettent d'être reconduit pour une saison supplémentaire au sein de l'équipe danoise.

#### 2012: révélation sur leTour d'Italie
Désireux de prendre une nouvelle dimension en 2012, Boaro coche le Tour d'Italie et plus particulièrement le prologue comme objectif principal pour la saison à venir. Il débute ses bons résultats en mars lors de la Tirreno-Adriatico. Il achève le contre-la-montre de la septième étape à San Benedetto del Tronto en cinquième position. Un mois plus tard, il profite à nouveau d'une épreuve chronométrée pour se distinguer. Sur le Circuit de la Sarthe, il n'est battu que par Luke Durbridge. Deuxième au classement général à l'issue de l'étape, il ne parvient cependant pas à décrocher l'Australien du maillot de leader et reste son dauphin au classement final.
Il est malchanceux sur le Tour de Romandie deux semaines plus tard, la pluie freinant son excellent départ à l'occasion du prologue qu'il ne termine qu'en neuvième position. Puis arrive le Tour d'Italie, qui démarre en plus par un prologue à Herning, au Danemark, où Saxo Bank a l'intention de briller. Il décroche une fantastique troisième place derrière les grands favoris Taylor Phinney et Geraint Thomas,. C'est d'autant plus impressionnant qu'il s'agit du premier Grand Tour disputé par Boaro. Trois jours après, il est l'un des artisans de la surprenante quatrième place de sa formation lors du contre-la-montre par équipes. Il décrochera un nouveau top dix lors de la seizième étape, avec une sixième position obtenue à l'issue d'une échappée. Marqué par un Tour d'Italie éprouvant, il passe à côté du championnat national chronométré un mois plus tard, qu'il termine douzième à plus de trois minutes de Dario Cataldo.
Son retour à la compétition s'effectue sur le Tour du Danemark. Après être resté parmi les meilleurs lors de l'étape reine à Vejle, il décroche une troisième place à Kerteminde lors d'un énième contre-la-montre. Il achèvera également le Tour à cette place au classement général final. Boaro prolonge son contrat de trois ans avec Saxo Bank-Tinkoff Bank en fin août, Bjarne Riis le décrivant comme « très talentueux ». Son dernier résultat significatif lors de cette saison est une septième place lors du Chrono des Nations remporté par l'expert de la discipline, Tony Martin.

#### 2013
Il entame sa troisième saison au sein de la structure danoise avec la course à étapes australienne, le  Tour Down Under. Il remporte le maillot de meilleur grimpeur de sa deuxième course, le Tour de l'Algarve, à la suite de deux échappées fructueuses. Après avoir accompagné Alberto Contador sur Tirreno-Adriatico et le Grand Prix Nobili Rubinetterie au mois de mars, il abandonne lors de Milan-San Remo dans des conditions apocalyptiques. Son premier résultat significatif de l'année a lieu à l'occasion du Critérium international. Il finit ainsi deuxième de l'étape chronométrée, battu d'une seconde par Richie Porte. Il ne court plus en compétition durant un mois, partant durant deux semaines en stage en altitude aux côtés de Rafał Majka, Evgueni Petrov et Benjamín Noval dans l'optique d'une participation au Tour d'Italie. Pour peaufiner sa condition, il prend part au Tour de Romandie où il connaît des difficultés sur les deux contre-la-montre en raison des conditions climatiques difficiles.
Pour la seconde année d'affilée, il est au départ du Giro. Il est parmi les échappées lors de la troisième étape mais il est repris à quarante kilomètres de l'arrivée. Quelques jours plus tard, il conclut le chrono extrêmement exigeant qu'il avait fait comme objectif en huitième position.

#### 2014

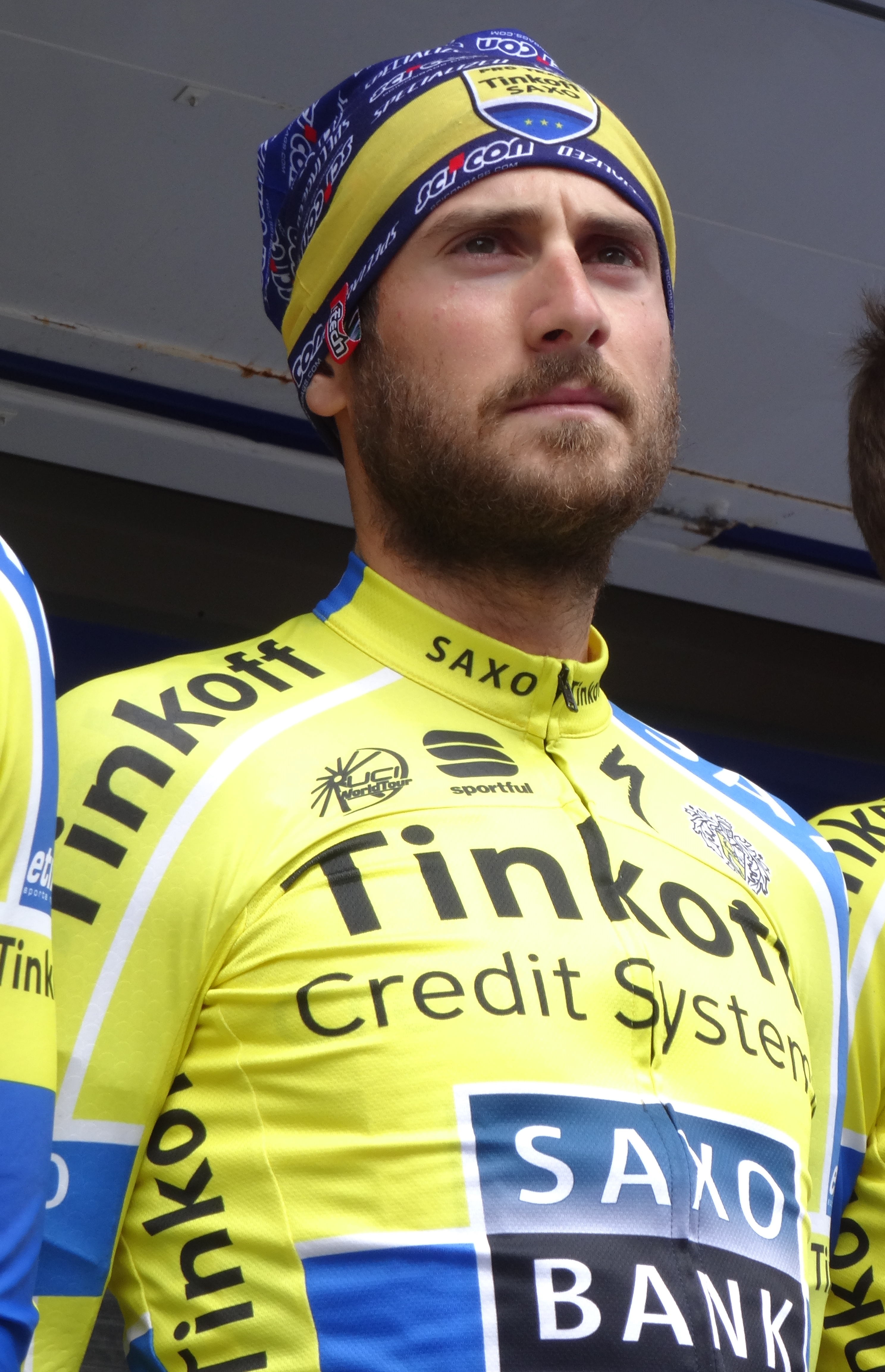
Manuele Boaro aux Quatre Jours de Dunkerque 2014.

#### 2016
Au mois d'août 2016, il signe un contrat avec la nouvelle équipe cycliste Bahrain-Merida.

#### 2018
En avril 2018, il revient sur le Tour de Croatie, un an après sa première participation à l'épreuve. Lors de la 5e étape, il est désigné par son équipe pour prendre l'échappée du jour, afin de servir de point d'appui à son leader Kanstantsin Siutsou, en tête au classement général. L'Italien s'économise et refuse de prendre des relais durant la majeure partie de l'étape, y compris dans les quinze kilomètres d'ascension qui mènent à l'arrivée. Dans les dernières centaines de mètres, il place une attaque qui cloue sur place ses concurrents. À 31 ans, il s'offre sa première victoire depuis plus de trois ans, et envoie un message positif à ses dirigeants à deux semaines du grand départ du Giro 2018.

#### 2019
Fin juillet, il est sélectionné pour représenter son pays aux championnats d'Europe de cyclisme sur route. Il s'adjuge à cette occasion la médaille de bronze du relais mixte.

#### 2020
En août 2020, il termine quatrième du championnat d'Italie du contre-la-montre.

#### 2021
En octobre 2021, son contrat avec son équipe est prolongé de deux saisons.

#### 2022
En avril 2022, il participe au Tour des Flandres, où il est membre de l'échappée du jour.

#### 2023
Boaro dispute la dernière course de sa carrière en octobre à l'occasion de la Veneto Classic.

### Après-carrière
Manuele Boaro entame une carrière de directeur sportif en 2024 et intègre la formation japonaise JCL Ukyo.

## Palmarès et classements mondiaux

### Palmarès amateur
| - 2004 - 3eb étape du Tre Ciclistica Bresciana (contre-la-montre) - 3e du championnat d'Italie du contre-la-montre juniors - 2005 - Champion d'Italie du contre-la-montre juniors - 3eb étape du Tre Ciclistica Bresciana (contre-la-montre) - 2e du Gran Premio dell'Arno - 3e du championnat d'Europe du contre-la-montre juniors - 2006 - Gran Premio Mercury Arredamenti - Medaglia d'Oro Fiera di Sommacampagna - 2007 - Gran Premio della Liberazione - 1re étape du Grand Prix Guillaume Tell - 3e étape du Tour de Toscane espoirs - 2e du championnat d'Italie du contre-la-montre espoirs - 3e de l'Alta Padovana Tour - 2008 - Trofeo Zssdi - Medaglia d'Oro Frare De Nardi - 2e du championnat d'Italie du contre-la-montre espoirs - 2e de la Coppa Lessinia - 3e du Circuito Città di San Donà | - 2009 - Grand Prix de la ville de Valeggio - Mémorial Davide Fardelli (contre-la-montre) - 2e du Trofeo Alcide Degasperi - 2e du Trophée Raffaele Marcoli - 2e du Mémorial Elia Dal Re - 3e de la Coppa Fratelli Paravano - 2010 - Trophée de la ville de Brescia - 2e de la Coppa della Pace - 2e de la Cronoscalata Gardone Val Trompia-Prati di Caregno - 3e du Trophée Marco Rusconi |  |

### Palmarès professionnel
| - 2011 - 2e du championnat d'Italie du contre-la-montre - 2012 - 2e du Circuit de la Sarthe - 3e du Tour du Danemark - 2014 - 3e étape du Tour du Danemark - 3e du Tour du Danemark - 2015 - 4e étape du Circuit de la Sarthe - 2e du Circuit de la Sarthe | - 2016 - 2e du championnat d'Italie du contre-la-montre - 2018 - 5e étape du Tour de Croatie - 2019 - 1re étape du Tour d'Espagne (contre-la-montre par équipes) - 3e du championnat d'Europe du relais mixte contre-la-montre |  |

### Résultats sur les grands tours

#### Tour d'Italie
8 participations
- 2012 : 131e
- 2013 : 100e
- 2015 : 96e
- 2016 : 46e
- 2017 : 74e
- 2018 : 75e
- 2019 : 90e
- 2020 : abandon (18e étape)

#### Tour d'Espagne
3 participations
- 2016 : 147e
- 2017 : 116e
- 2019 : 128e, vainqueur de la 1re étape (contre-la-montre par équipes)

### Classements mondiaux
| Année                                 | 2007 | 2008 | 2009 | 2010 | 2011 | 2012 | 2013 | 2014 | 2015 | 2016 | 2017  | 2018  | 2019  | 2020 | 2021  |
| ------------------------------------- | ---- | ---- | ---- | ---- | ---- | ---- | ---- | ---- | ---- | ---- | ----- | ----- | ----- | ---- | ----- |
| UCI World Tour                        |      |      |      |      | nc   | 205e | nc   | nc   | nc   | nc   | nc    | 398e  |       |      |       |
| Classement mondial                    |      |      |      |      |      |      |      |      |      | 782e | 2870e | 1495e | 1617e | 718e | 2336e |
| UCI Europe Tour                       | 291e | 398e | 230e | 413e |      |      |      |      |      | 591e | 1881e | 1045e | 1074e | 574e | 1558e |
| UCI America Tour                      | nc   | 312e | nc   | nc   |      |      |      |      |      | nc   | nc    | nc    |       |      |       |
|                                       |      |      |      |      |      |      |      |      |      |      |       |       |       |      |       |
| Légende : nc = non classéSource : UCI |      |      |      |      |      |      |      |      |      |      |       |       |       |      |       |